# 실마릴리온
《실마릴리온》(The Silmarillion)은 J. R. R. 톨킨의 사후에 가이 가브리엘 케이의 도움으로 크리스토퍼 톨킨이 1977년 출판한 책이다. 아르다에서 일어난 일을 다루고 있다. 톨킨의 청년기인 1930년경에 호빗의 후속작으로 《실마릴리온》의 초판을 제안했으나, 언윈은 초판이 모호하고 너무 "켈트적"이라며 거부하였다. 결국은 톨킨은 작품을 완결하지 못하고 사망하였다. 이후 그의 원고를 아들 크리스토퍼 톨킨이 정리하여 출판하였다. 출판되지 못한 원고는 이후 《가운데땅의 역사》라는 12권으로 구성된 시리즈로 엮이게 되었다.
J. R. R. 톨킨이 모두 집필하지 못하고 사망했기 때문에 크리스토퍼 톨킨은 처음부터 끝까지 이야기를 전할 자료를 선택하고 편집했다. 몇몇 경우에 이것은 그가 비록 그의 아버지 생각의 범위 내에서 이야기, 특히 22장 도리아스의 폐허에 있는 격차와 불일치를 해결하기 위해 완전히 새로운 자료를 고안해야 함을 의미했다. 실마릴리온은 출판 시 일반적으로 열악한 환영을 받았다. 나쁘지 않게 팔렸지만 반지의 제왕 수준은 아니었으며, 학자들도 이 작업이 문제가 있음을 발견했다. 특히 이 책은 "실마릴리온"이라고도 불리는 방대한 문서 및 초안에서 톨킨자신이 승인하지 않은 구성물이기 때문이다.
《실마릴리온》은 ‘아이눌린달레’, ‘발라퀜타’, ‘퀜타 실마릴리온’, ‘아칼라베스’, ‘힘의 반지와 제3시대’의 다섯 파트로 나뉜다. 그중에서 가장 긴 시간을 다루며 작품의 길이 역시 가장 긴 ‘퀜타 실마릴리온’을 흔히 본편이라고 칭한다. 아이눌린달레는 아르다가 작품 내의 유일신 일루바타르에 의해 창조되는 과정을 다루고 있다. 발라퀜타는 신적인 존재인 발라들의 외양과 역할에 대한 소개이다. 퀜타 실마릴리온은 놀도르계 요정족의 일원인 페아노르가 만든 보석 실마릴과 이를 사이에 두고 일어나는 요정족과 악의 화신인 모르고스와의 전쟁을 묘사하는 가상의 신화이며, 아칼라베스는 인간들의 섬대륙 왕국 누메노르의 몰락을 다루고, 힘의 반지와 제3시대는 《반지의 제왕》의 배경과 사건들에 대해 묘사하고 있다.

## 같이 보기
- 가운데땅
- 호빗
- 반지의 제왕
- 엘프어